# Erin Phillips
Erin Victoria Phillips (Melbourne, 19 de mayo de 1985) es una jugadora australiana de baloncesto y fútbol australiano. Ha conseguido 3 medallas en competiciones internacionales con Australia.

## Vida personal
Phillips está casada con la baloncestista americana Tracy Gahan. Se conocieron en 2006, y se casaron en 2014 en Estados Unidos, antes de que se legalizase el matrimonio homosexual en Australia. Tienen tres hijos.